# Komplex (psykologi)
Komplex används inom psykologin som en samlingsterm för förhållanden inom en individs psyke som påverkar individens tankar och beteende. Termen anammades i psykoanalytiska sammanhang av Carl Jung men myntades av Theodor Ziehen år 1898.
Komplex kan vara sunda och hälsosamma orsaker som individen anpassar sig till genom kompenserande beteende. Ibland är beteendet dock överkompenserande så till den grad att komplexet är ohälsosamt. Exempel på komplex är Oedipuskomplex, Elektrakomplex och mindervärdeskomplex.
Komplex betyder även inom psykologin ömsesidig påverkan.[källa behövs]